# Colignonplein
Het Colignonplein (Frans: Place Colignon) is een plein in de gemeente Schaarbeek in het noordoosten van het Brussels Hoofdstedelijk Gewest. Het plein is gelegen op het einde van de Koninklijke Sint-Mariastraat, die het verlengde is van de Koningsstraat en begint aan de Koninklijke Sint-Mariakerk. Op het plein staat het gemeentehuis van Schaarbeek, opgetrokken in Vlaamse neorenaissance, omgeven door laat-19de-eeuwse woningen.
De plaats lag ooit midden in de velden en heette Den berg van de Krumme Trien, maar kreeg later de naam van de bezieler van het gemeentehuis, Achille Colignon. Hij was luitenant-generaal in het Belgisch leger en instructeur op de Koninklijke Militaire School in 1841, werd na zijn militaire carrière in 1877 liberaal gemeenteraadslid van Schaarbeek, en diende van 1879 tot 1891 als burgemeester. Hij was daarnaast ook de uitvinder van het waterkanon.
Onder het plein wordt het metrostation Colignon van de Brusselse metrolijn 3 gepland.